# Han Solo
Han Solo je izmišljena oseba v romanu in istoimenskem filmu Vojna zvezd. Predstavlja lik tihotapca, ki se je pojavil v vseh treh originalnih epizodah. Je pilot Millenium Falcona serije YT-1300 Corellijske izdelave.